# Henry Constantine Richter
Henry Constantine Richter (* 1821 in Brompton; † 16. März 1902) war ein britischer Tierillustrator, der eng mit John Gould zusammengearbeitet hat.

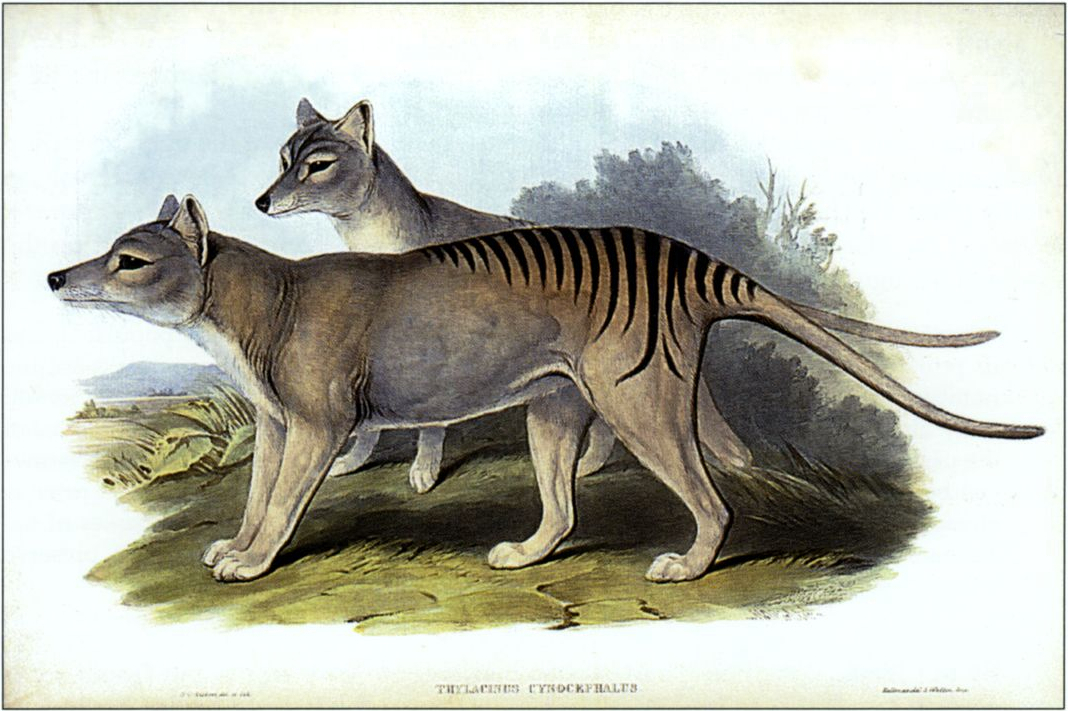
Beutelwolf aus dem Werk The Mammals of Australia von John Gould, 1845

## Leben
Richter war der Sohn von Henry James und Charlotte Sophia Richter. Henry James Richter war ein bekannter Historienmaler und von 1811 bis 1812 der Präsident der Associated Artists in Water-colours. Er starb im Jahre 1857. Henry Constantine Richters Karriere als Zeichner begann in den 1840er Jahren mit dem Illustrieren von Büchern und Magazinen. Seine ersten Vogeltafeln sind im ersten und dritten Band von George Robert Grays Werk Genera of Birds veröffentlicht. Durch diese Lithographien wurden auch andere Ornithologen auf Richter aufmerksam. Nach dem Tod von Elizabeth Gould wurde Richter von John Gould kontaktiert, der ihn als Illustrator für sein Werk The Birds of Australia engagierte. Richter nutzte die Bälge und Skizzen von Elizabeth und John Gould als Vorlage, um die Lithographien fertigzustellen. Diese Arbeit dauerte sieben Jahre. Zwischen 1844 und 1850 half er John Gould beim Erstellen von 32 Zeichnungen und Lithographien für ein Werk über die amerikanischen Zahnwachteln. Daneben illustrierte er einige Ausgaben der Journale der Zoological Society of London. 1851 nahm John Gould mit einer erstaunlichen Ausstellung ausgestopfter Kolibris an der Great Exhibition in London teil. Sie bildete die Grundlage für das Werk Monograph of the Trochilidae, or family of humming-birds, für das Gould und Richter 360 Zeichnungen und Lithographien anfertigten. Diese Arbeit wurde 1861 vollendet und in fünf Bänden veröffentlicht. Für John Goulds Werk Birds of Great Britain arbeitete Richter mit Joseph Wolf zusammen. Von 367 Zeichnungen in diesem Buch stammen 300 von Richter. Richters letzte Arbeit für John Gould war ein Buch über die asiatische Avifauna, die 1883 nach Goulds Tod von anderen Ornithologen vollendet wurde. Richter fertigte etwa 500 Tafeln für das Werk an. 1878 und 1879 illustrierte er Richard Owens Werk Memoirs on the extinct wingless birds.
Insgesamt fertigte Henry Constantine Richter über 1.600 Lithographien an.

## Werke (Auswahl)
- George Robert Gray: Genera of Birds (Bände 1 und 3) 1844–1849
- John Gould: Birds of Australia 1840–1848 und 1851–1869
- John Gould: Monograph of the Odontophorinae or partridges of America, 1844–1850
- John Gould: Monograph of the Trochilidae, or family of humming-birds, 1849–1861
- John Gould: A monograph of the Ramphastidae or family of toucans: Supplement, 1855
- John Gould: A monograph of the Trogonidae or family of trogons, 2. Auflage, 1858–1875
- John Gould: The Birds of Asia (7 Bände mit Joseph Wolf), 1850–1883
- John Gould: The Birds of Great Britain (5 Bände mit Joseph Wolf), 1862–1873
- Richard Owen: Memoirs on the extinct wingless birds, 1878–1879
- John Gould: A monograph of the Pittidae (Hrsg.: Richard Bowdler Sharpe), 1880